# Przewodowo-Majorat (zniesiona osada leśna)
Przewodowo-Majorat – zniesiona nazwa osady leśnej w Polsce, położona w województwie mazowieckim, w powiecie pułtuskim, w gminie Gzy.
Nazwa miejscowości została zniesiona z 2022 r.
1975-1998 – miejscowość administracyjnie należała do województwa ciechanowskiego. 